# Kunsten at puste Glas
Kunsten at puste Glas er en dansk dokumentarisk optagelse fra 1918.

## Handling
Optagelser fra Kastrup Glasværk. Man ser produktionen af en kande og et vinglas, samt indgravering af tekst og mønstre i glasset. Glasmagerhåndværkets forskellige processer og tekniker demonstreres.